# 노노노노
《노노노노》(일본어: ノノノノ)는 오카모토 린이 그린 일본의 만화이다. 주간 영점프에서 연재중이다. 단행본 1권에 토가시 요시히로의 추천 코멘트가 적혀 있다.

## 개요
스키 점프를 제재로 한 만화로서, 시기는 나가노 올림픽이 개최된 이후이며, 앵커리지에서 동계 올림픽이 열리는 등 사실과는 다른 세계관(패러렐 월드)으로 되어 있다.

## 등장인물

### 메인 캐릭터
동명의 캐릭터가 있기에, 편의상 주인공을 〈노노〉, 주인공의 오빠를 〈유우타〉라고 기술한다. 또한, 등장인물의 성(姓)은 와카야마 현의 지명에서 유래한 것이 많다.
노노미야 유우타 (野々宮悠太)
주인공. 제14화의 졸업 앨범에서 북해도의 요이치정 출신인 것을 알 수 있다. 성적상 도내 85위 점퍼에 그쳤지만, 묘코에서 고교 최강의 점퍼 카토우에게 대결을 신청해, 바켄 레코드를 뛰어넘는 기록을 달성하며 크게 압도하고 주목을 받는다.
신장은 160cm. 용모단정하고, 두뇌명석인 동시에 월등한 신체능력도 가져 수직뛰기도 제4화에 의하면 90cm이상. 마음에 드는 의상을 입고 자신을 사진에 담아두거나, 그런 기회가 오면 〈나 진짜 멋있어!(私超カッコイイ！)〉라고 눈을 빛내며 마음속으로 외치는 등, 나르시시스트 적인 일면도 보인다.
코우로기 미카게 (興梠みかげ)
피겨스케이트 세계 선수권에서 금메달을 딴 소녀. 고교에 입학할 때까지 수많은 남자에게 고백을 받고 본인도 그것을 자랑으로 생각하고 있었다. 노노의 용모와 오오라에 끌리게 되어 (내려다 보면서) 고백하여도 거절당해, 그 이후 무슨 일이 있을 때마다 그의 앞에 나타난다. 어떤 사건으로 인해 노노에 대하여 여장 취미가 있는 변태로 착각하고, 그 걸로 말미암아 노노를 노예 (마이 슬레이브) 라고 부르게 된다. (주위에는 연인 사이라고 하고 있다). 세간에서는 천재소녀로 통하고 있지만, 실재로는 보이지 않는 곳에서 웨이트 트레이닝에 힘쓰는 등 착실한 노력을 하고 있다.
아마츠 아키라 (天津暁)
노노와 같은 스키부의 1학년이면서, 전중체(전국 중학교 체육대회) 우승 경험을 가진 천재 점퍼. 점프가(家)에서 태어난 서러브레드지만, 할아버지와 아버지가 모두 은메달에 그친 것이 콤플렉스다. 그 때문에 지는 걸 매우 싫어하는 성격이 되고, 상대가 어린아이라도 용서하지 않는다. 여성 알레르기가 있어, 여성이 접근하는 것만으로도 두드러기가 생긴다. 하지만 호감을 가지게 되면 두드러기 나오지 않는데, 노노와 미카게에게만은 괜찮게 되었다.
부친에 의하면 최대의 결점은 1회째 점프에서는 본래의 실력을 발휘하지 못하는 것인데, 지금과 같이는 북구를 상대로 대등하게 겨룰 수 없다라고 평 받고 있다.

### 오쿠신 고교 스키부 노르딕 그룹
키시타니 (岸谷)
노노, 아마츠와 같은 스키부의 1학년. 노노의 좋은 이해자 중 한 명. 나중에 설명하는 시리야의 초등학생 시절 동료이기도 하며, 동시에 과거를 아는 남자. 그렇기에 시리야를 특히 두려워하고 있다. 중학교 시절은 언제나 아마츠의 뒤를 이은 2인자였지만, 신체능력적으로는 매우 우수하여, 언젠가는 2인자라고 하는 입장에서 벗어나고 싶어한다.
짙은 면면이 모인 스키부에 있어서는 귀중한 상식인이머, 노노나 아마츠와 함께하는 경우도 많다. 하지만, 남녀 관계에 대해서는 잘 모르는 것 같다.
시리야 키요시 (尻屋潔)
스키부의 선배. 통칭 : 황제. 자신의 이름이나 외견(아프로)에 맹렬한 콤플렉스를 안고 있어, 스키부 면면에는 “황제”라고 부르게 하고 있다.
작년의 인터하이 3위에 오른 실력자이지만, 인격적으로 문제가 있었기 때문에, 부장 자리에 오를 수 없었다. 싸움에 관해서도 유도 전국 베스트 8 의 오가타를 순식간에 제압할 정도의 실력을 가져, 스키 부원의 두려움을 한 몸에 받고 있다. 과거에 그를 음지에서 아날 숍 또는 황제 아날 숍 이라고 부른 생도는 3일간 행방 불명 이후 퇴학한 듯. 미카게의 광팬이며, 그녀를 공략하기 위한 시뮬레이션을 A4 리포트 12장에 걸쳐 정리하고 있다. 본명은 키요시 (尻屋潔).
신구우 (新宮)
스키부의 선배. 전국의 정점을 노릴 정도의 힘을 가진 점퍼였지만, 작년도의 인터하이에서 점프 중 스키판이 떨어지는 사고를 당하여, 내장파열의 중상을 입고 기권했다.
고보우 (御坊)
스키부의 고문. 현재 출장 중.

### 그 외
요다 (与田)
잡지 기자. 인간의 잠재 능력을 오오라의 형태로 볼 수 있는 능력을 가졌다(후배 여성 기자는 믿지 못하고 있음). 원래는 스키 점프 선수로, 전 일본에서 입상한 적도 있지만, 자기의 재능에 한계를 느껴 기자의 길로 돌아섰다. 노노미야에게 헤아릴 수 없는 힘을 감지, 독자적으로 조사를 시작해 결국 노노미야의 비밀에 당도한다. 노노미야와 만나서 협력하겠다고 말한다.
여성 기자 (女性記者)
요다의 후배. 기자로서는 신인이지만 요다에 대한 태도는 불순 그 자체로, 점프에 관한 흥미도 거의 없다.
카토우 마사시 (加東雅史)
재작년의 인터하이에서 우승하고, 전일본 선수권에서도 3위에 오른 대형 신인 점퍼. 차기 내셔널 팀 입성이 결정되어, 요다에게도 높은 평가받았지만, 연습을 보러 와 있던 노노미야에게 호된 지적을 받아 격앙함. “진 쪽이 알몸으로 점프대에서 뛰어내린다.”라는 조건으로 서로 맞붙게 되지만, 바켄 레코드를 넘어선 노노미야의 대점프에 완벽하게 패배한다.
오가타 (尾形)
유도 전국 베스트 8의 실력자이며, 기숙사에서는 노노미야의 룸메이트. 그 엄청난 완력으로 마음에 든 남자를 억지로 공략하는 바이섹슈얼.

### 노노미야가(家)
유우타 (悠太)
노노가 점프대에 올라가려고 할 때면 나타나기도 하는 환영.
유라 유우스케 (由良悠介)
앵커리지 동계 올림픽에서 점프 일본 대표였던 남자. 일본의 단체 금메달의 꿈을 눈앞의 점프 미스로 무너뜨려, 세간에서 맹렬한 비난을 받고 자취를 감췄다.
실은 노노미야 남매의 친아버지이다.